# مشكلة اقتصادية
المشكلة الاقتصادية عُرفت بعدم إمكانية الموارد الاقتصادية المحدودة (المتناقصة عادة، أو المتزايد بعضها بنسبة حسابية أو أقل من حسابية) من تلبية كافة الاحتياجات المتزايدة  باضطراد وفق قانون تزايد الحاجات (بنسب حسابية وهندسية متفاوتة).
ولا تظهر المشكلة الاقتصادية بشكل كبير في البلدان المتقدمة صناعياً أو في البلدان الخليجية البترولية ذات الدخل المرتفع على الفرد الواحد من السكان. في حين تبدو المشكلة بشكل واضح لدى غالبية السكان في البلدان قليلة الموارد، المكتظة بالسكان الراغبين بالاستهلاك رغم عدم توفرهم على الإمكانات اللازمة، وهنا تظهر مشكلة ارتفاع الأسعار نتيجة نقصان العرض والطلب كما هو حال المنتجات المحلية، أو رغم توفر العرض من المستوردات وكذلك كثرة الحاجة.
وتتضخم المشكلة عندما يكون الدخل العام أو الخاص قليلاً وعدد السكان كبيراً، فتكون حصة الفرد قليلة نتيجة لذلك، (هذا مع العلم أن حصص الأفراد من الدخل الوطني غير متساوية، حيث قد يكون هنالك مواطن يكسب المليون في اليوم الواحد، ولكن في نفس الوقت قد يكون هنالك مليون مواطن لا يتجاوز دخل الواحد منهم دولاراً واحداً في اليوم).

## عناصر المشكلة الاقتصادية

### الحاجات البشرية
الحاجات البشرية هي تلك الرغبة والإحساس الذي يشعر به الفرد من أجل إشباعها. وتتصف الحاجة البشرية بأنها متعددة ومتنوعة ومتزايدة ولانهائية ويترتب على عدم إشباعها إحساس الفرد بالألم والحرمان. ومن أمثلة هذه الحاجات؛
- الحاجات الأساسية: مثل المأكل والمشرب والمسكن والملبس.
- الحاجات المكتسبة: وهي التي تظهر نتيجة للتطور الفكري والاجتماعي والحضاري للفرد مثل؛ حاجته إلى اقتناء السلع الاستهلاكية وحاجته إلى التعليم والثقافة ورغبته في الاستمتاع بأوقات الفراغ.

### الموارد المتاحة
تمثل الموارد العنصر الثاني للمشكلة الاقتصادية، ويقصد بها السلع والخدمات المتاحة لاستخدامها في إشباع الحاجات البشرية. ويجب ان تتميز هذه الموارد بالندرة النسبية أي أن هذه الموارد لا تكفي بالنسبة للحاجة إليها. كما تتميز أيضا بأنها موارد ذات استخدامات بديلة. فمثلا عنصر الأرض يمكن أستخدامه لزراعة المحاصيل المختلفة ويمكن أيضا تحويله من نشاط زراعي لاستخدامه في بناء المنازل أو المصانع عليه.

### نمط توزيع الموارد على الحاجات.
تختلف أنماط توزيع الموارد من شخص لأخر كلا حسب ميوله ورغباته الشخصية وامكانياته والموارد المتاحة لديه والاهمية النسبية لتفضيلاته المختلفة فقد يفضل بعض الاشخاص تخصيص نسبة أكبر من دخله للانفاق على الغذاء ونسبة أقل للانفاق على الملابس مثلا، بينما يفضل البعض الآخر الانفاق على الكتب العلمية بنسبة أكبر من انفاقه على الملابس (أي ان الامر نسبي يختلف من شخص لاخر)، وكذلك يختلف نمط توزيع الموارد على الحاجات الإنسانية في المجتمعات الغنية عنه في المجتمعات أو الشعوب الفقيرة.
المشكلة الاقتصادية تقل حدتها كلما تقدم المجتمع ولكن لايمكن تلافيها ولا تتلاشى فهي تتمثل في وجود موارد اقتصادية نادرة مقابل حاجات إنسان غير محدوده.

### العوامل المحددة للحاجات الإنسانية
- الغريزة البشرية
- التطور التقني
- الدين والعادات الاجتماعية والمستوى الثقافي

### أنواع الحاجات الإنسانية
- الحاجات الاساسية
- حاجات الأمن
- الحاجات الاجتماعية

## خصائص المشكلة الاقتصادية
تتميز المشكلة الاقتصادية بثلاثة خصائص؛
- تواجه المشكلة الاقتصادية كل المجتمعات ولكن بدرجات متفاوتة.
- يمكن التغلب عليها جزئياً وليس نهائيًا.
- تبرز المشكلة الاقتصادية على جميع مستويات المجتمع من الأفراد والمجتمع والدولة، فكلهم يواجهون هذه المشكلة باختلاف حدتها.